# Katherine Rawls
Pour les articles homonymes, voir Rawls.
Katherine Rawls (née le 14 juin 1917 à Nashville et morte le 8 avril 1982 à White Sulphur Springs) est une nageuse et plongeuse américaine. Elle a participé aux Jeux olympiques d'été de 1932 où elle a remporté la médaille d'argent à la plateforme de 3 mètres en plongeon et aux Jeux olympiques d'été de 1936 où elle est de nouveau médaillée d'argent dans cette même épreuve et obtient la médaille de bronze au relais 4 × 100 mètres nage libre en natation. En 1937, elle a été la première Américaine à remporter quatre titres nationaux en individuel la même année. Elle a été introduite au International Swimming Hall of Fame inaugural en 1965.